# Telekom-Paket
Das sogenannte Telekom-Paket, eigentlich Richtlinienpaket zur Novellierung des Regulierungsrahmens für Telekommunikationsnetze, ist ein Bündel aus fünf Richtlinien auf EU-Ebene, in denen eine europäische Telekommunikationsrahmengesetzgebung geschaffen wurde.
Das Bündel wurde im November 2009 in dritter Lesung verabschiedet.
Das Gesetzespaket war hart umkämpft und befand sich seit dem 7. Juli 2008 in der Vorabstimmungsphase und sollte ursprünglich bereits im September 2008, dann Anfang Mai 2009, beschlossen werden.
Ursprünglich wurde das Gesetzespaket auf den Weg gebracht um Verbraucherrechte zu stärken.

## Inhalt
- Rahmenrichtlinie
- Richtlinie zur Einrichtung einer europäischen Regulierungsbehörde
- Universaldienstrichtlinie
- Datenschutzrichtlinie (e-privacy)
- Empfehlung an die EU-Kommission für die Entwicklung einer digitalen Dividende

## Kritik
Kritiker wie die französische Aktivistengruppe La Quadrature du Net sehen durch zahlreiche Änderungsanträge, die im Laufe des Gesetzgebungsverfahrens eingebracht wurden die Netzneutralität und Grundrechte der Internetnutzer in Gefahr.
Das Gesetzespaket sieht vor, dass Internetprovider für die Rechtsverstöße ihrer Kunden haftbar gemacht werden können, und diese daher verpflichtet werden, den Netzverkehr zu überwachen, zu filtern und die Sperrung von Internet-Anschlüssen auf Anordnung nicht ordentlicher Gerichte durchzuführen.
Die Menschenrechtsorganisation Open Rights Group bezeichnet dies als "Zensur". Europäische Internetnutzer könnten durch verpflichtende Spyware von der legalen Nutzung des Internets abgehalten werden. Die freiwillige Speicherung und Auswertung von Verbindungsdaten und die einzelfallunabhängige Verarbeitung von Verkehrsdaten zur Gewährleistung der Netz- und Informationssicherheit wird ebenso kritisiert.
Der Vorschlag, dass den EU-Staaten das Recht gegeben werden soll, selbst zu bestimmen, welche Software-Applikationen für das Internet zulässig sind – und diese notfalls einer Zertifizierungspflicht zu unterwerfen, wird ebenso vehement kritisiert.
Der FFII erklärte dazu: „Morgen könnten populäre Software-Applikationen wie Skype oder sogar Firefox in Europa als illegal deklariert werden, wenn sie nicht von einer Behörde zertifiziert werden.“ und weiter „Das kompromittiert die gesamte offene Entwicklung des Internet wie wir es heute kennen“.
Der europäische Datenschutzbeauftragte (EDPS) Peter Hustinx kritisiert das systematische IP-Adress-Monitoring aller Internetnutzer, auch durch Rechteinhaber, grundsätzlich. In einer Stellungnahme vom 2. September 2008 befürchtet er, das Nutzungsverhalten kontinuierlich zu überwachen könne als Einstieg in ein Überwachungssystem dienen.
Nach Ansicht der Parlamentarier sind Einschränkungen gewisser Grundrechte angebracht, angemessen und im Einklang mit geltenden Gesetzen und demokratischen Prinzipien. Da das Internet ein unverzichtbares Werkzeug für demokratische Prozesse und die politische Willensbildung sei, dürfe es eine Zensur, insbesondere von Suchmaschinen, nicht geben und die Verbreitung kontroverser politischer Ansichten dürfe nicht verfolgt werden.

## Fazit
Für den Endverbraucher sind folgende Gesetzesänderungen von Bedeutung:
Telekommunikationsanbieter jeglicher Art müssen künftig ihre User auch über mögliche Datenpannen informieren. Kommen beispielsweise persönliche Daten von Kunden abhanden, müssen die Betroffenen direkt informiert werden. In weniger schweren Fällen müssen sich die Anbieter an ihre nationalen Regulierungsinstanzen wenden.
Kunden von Festnetz- oder Mobilfunkprovidern dürfen künftig innerhalb eines Tages den Anbieter wechseln und können dabei ihre Telefonnummer zum neuen Provider mitnehmen.
In der Frage, ob Personen, die gegen Urheberrechtsbestimmungen verstoßen haben, der Netzzugang dauerhaft entzogen werden darf, fand eine Formulierung Einzug in das Bündel, mit der sich das EU-Parlament gegen Netzneutralität und Verbraucherschutz, und auf Seiten der Großkonzerne stellt. Der Zugang darf entzogen werden, jedoch hat der Beschuldigte Anspruch auf ein »faires und unabhängiges Rechtsverfahren«  im Rahmen der nationalen Gesetzgebung.
Eine abschließende juristische Bewertung dieser und anderer Passagen durch die Fachwelt steht noch aus. Durch die Verklausulierung bereits eingebrachter, aber stark kritisierter Änderungen, müssen die real-weltlichen Auswirkungen bestimmter Gesetzesteile erst durch Musterprozesse in den Mitgliedsländern ausgelotet werden.